# Хёугланн, Тронн Инге
Тронн Инге Хёугланн (норв. Trond Inge Haugland; 23 марта 1976) — норвежский футболист, центральный защитник.

## Биография
Уроженец населённого пункта Саннволл, коммуна Квиннхерад. Начинал взрослую карьеру в клубе «ИЛ Трио» (Хуснес). В начале 1998 года при помощи агента Терье Симонсена перешёл в эстонский клуб «Флора» (Таллин), где уже выступал ещё один норвежский футболист, Пол Кристиан Алсакер. Дебютный матч сыграл 12 апреля 1998 года против «Транса». В составе «Флоры» Хёугланн провёл 20 матчей в высшем дивизионе Эстонии, становился чемпионом страны в сезонах 1997/98 и 1998, а также в 1998 году завоевал Кубок и Суперкубок Эстонии. Также в этот период играл в первой лиге Эстонии за «Курессааре».
Летом 1999 года вместе с Алсакером перешёл в клуб высшего дивизиона Греции «Ионикос». В этом клубе провёл четыре сезона, сыграв 59 матчей в чемпионате и 19 матчей (3 гола) в Кубке Греции. В сезоне 1999/00 стал финалистом Кубка Греции. В 1999 году сыграл один матч в Кубке УЕФА.
Летом 2003 года вернулся на родину и присоединился к клубу «Волеренга», за который сыграл один матч в высшем дивизионе Норвегии и один матч в Кубке УЕФА. В 2004 году выступал в первом дивизионе за «Порс Гренланн». В дальнейшем играл за норвежские любительские клубы «Трио» и «Русендал», а также числился в шведском «Хаммарбю».
После окончания игровой карьеры работал детским тренером в «Трио».

## Достижения
- Чемпион Эстонии: 1997/98, 1998
- Обладатель Кубка Эстонии: 1997/98
- Обладатель Суперкубка Эстонии: 1998
- Финалист Кубка Греции: 1999/00